# Prix Albert-Lasker pour la recherche médicale clinique
Le Prix Albert-Lasker pour la recherche médicale clinique est l'un des quatre prix Lasker décernés par la Fondation Lasker pour la « compréhension, le diagnostic, la prévention, le traitement, et guérison d'une maladie ». Ce prix est souvent considéré comme l'antichambre du prix Nobel de physiologie ou médecine. En 2008, le prix a été renommé prix Lasker-DeBakey en l'honneur de Michael DeBakey.

## Liste des récipiendaires du prix Albert Lasker pour la recherche médicale clinique
Les récipiendaires du prix sont :
- 1946 : John Friend Mahoney, Karl Landsteiner (à titre posthume), Alexander Wiener, Philip Levine
- 1949 : Max Theiler, Edward Kendall, Philip Hench
- 1950 : Georgios Papanicolaou
- 1951 : Élise L'Esperance, Catharine Macfarlane, William Gordon Lennox, Frederic Gibbs
- 1952 : Conrad Elvehjem, Frederick McKay, Henry Trendley Dean (de)
- 1953 : Paul Dudley White
- 1954 : Alfred Blalock, Helen Taussig, Robert Edward Gross
- 1955 : Morley Cohen, Herbert Warden, Richard Varco, Hoffmann-La Roch Research Laboratories, Squibb Institute for Medical Research, Edward Robitzek, Irving Selikoff, Walsh McDermott, Carl Muschenheim
- 1956 : Louis Katz, Jonas Salk, Everett Kinsey, Arnall Patz
- 1957 : Rustom Jal Vakil, Nathan S. Kline, Robert Noce, Henri Laborit, Pierre Deniker, Heinz Lehmann, Richard Shope
- 1958 : Robert Wallace Wilkins
- 1959 : John Holmes Dingle, Gilbert Dalldorf, Robert Gross
- 1960 : Karl Paul Link, Irving S. Wright (de), Edgar V. Allen
- 1962 : Joseph Smadel
- 1963 : Michael DeBakey, Charles Huggins
- 1964 : Nathan S. Kline
- 1965 : Albert Sabin
- 1966 : Sidney Farber
- 1967 : Robert Allan Phillips
- 1968 : John Heysham Gibbon
- 1969 : George Cotzias
- 1970 : Robert Good
- 1971 : Edward D. Freis
- 1972 : Min Chiu Li, Roy Hertz, Denis Burkitt, Joseph Burchenal, Victor Anomah Ngu, John Ziegler, Edmund Klein, Emil Frei III, Emil Freireich, James Holland, Donald Pinkel, Paul Carbone, Vincent DeVita, Eugene Van Scott, Isaac Djerassi, Gordon Zubrod
- 1973 : Paul Zoll, William Kouwenhoven
- 1974 : John Charnley
- 1975 : Godfrey Hounsfield, William Oldendorf
- 1976 : Raymond Ahlquist, James Black
- 1977 : Inge Edler, Carl Hellmuth Hertz
- 1978 : Michael Heidelberger, Robert Austrian, Emil Gotschlich
- 1980 : Cyril Clarke, Ronald Finn, Vincent Freda, John Gorman, William Pollack
- 1981 : Louis Sokoloff
- 1982 : Roscoe Brady (en), Elizabeth Neufeld
- 1983 : Mason Sones
- 1984 : Paul Lauterbur
- 1985 : Bernard Fisher
- 1986 : Myron Essex, Robert Gallo, Luc Montagnier
- 1987 : Mogens Schou
- 1988 : Vincent Dole
- 1989 : Étienne-Émile Baulieu
- 1991 : Yuet Wai Kan
- 1993 : Donald Metcalf
- 1994 : John Allen Clements
- 1995 : Barry Marshall
- 1996 : Porter Warren Anderson, David Smith, John Robbins, Rachel Schneerson
- 1997 : Alfred Sommer
- 1998 : Alfred Knudson, Peter Nowell, Janet Rowley
- 1999 : David Cushman, Miguel Ondetti
- 2000 : Harvey Alter, Michael Houghton
- 2001 : Robert Edwards
- 2002 : Willem Johan Kolff, Belding Scribner
- 2003 : Marc Feldmann, Ravinder N. Maini
- 2004 : Charles Kelman
- 2005 : Alec Jeffreys, Edwin Southern
- 2006 : Aaron T. Beck
- 2007 : Alain Carpentier, Albert Starr
- 2008 : Akira Endo
- 2009 : Brian Druker, Nicholas Lydon, Charles Sawyers
- 2010 : Napoleone Ferrara
- 2011 : Tu Youyou « pour ses travaux sur l'artémisinine, un anti-paludéen »
- 2012 : Roy Calne et Thomas Starzl « pour leurs travaux sur les transplantations d'organes »
- 2013 : Graeme Clark, Ingeborg Hochmair et Blake Wilson (en) « pour le développement de l'implant cochléaire moderne »
- 2014 : Alim-Louis Benabid, avec le neurologue américain Mahlon DeLong pour leur mise au point de la technique dite de Stimulation cérébrale profonde (SCP).
- 2015 : James Allison
- 2016 : Ralf Bartenschlager, Charles M. Rice, Michael Sofia, qui ont travaillé sur le virus de l'hépatite C
- 2017 : Douglas Lowy, John Schiller
- 2018 : John B. Glen
- 2019 : Michael Shepard, Dennis Slamon, Axel Ullrich, pour leur découverte du trastuzumab, médicament de certains cancers du sein.
- 2020 : non décerné (pandémie)
- 2021 : Katalin Karikó, Drew Weissman, pour le développement des vaccins à ARN
- 2022 : Yuk Ming Dennis Lo, pour sa découverte de l'ADN fœtal dans le sang maternel
- 2023 : James G. Fujimoto, David Huang, Eric A. Swanson, pour leur découverte de la tomographie par cohérence optique
- 2024 : Joel Habener, Lotte Bjerre Knudsen, Svetlana Mojsov, pour leurs travaux sur le GLP-1 qui ont révolutionné la lutte contre l'obésité